# Illa Andreae
Illa Andreae (Pseudonym für Elisabeth Aloysia Andreae, weitere Namensform: Aloysia Elisabeth Andreae, Geburtsname: Elisabeth Aloysia Lackmann, * 8. Februar 1902 in Wolbeck; † 3. Februar 1992 in Bochum) war eine deutsche Schriftstellerin.

## Leben
Illa Andreae war die Tochter des Sanitätsrates Wilhelm Lackmann. Sie besuchte ein Gymnasium der Ursulinen in Köln. Nach dem Abitur studierte sie Geschichte an den Universitäten Münster und München. 1928 heiratete sie den Wirtschaftswissenschaftler Wilhelm Andreae, der ab 1930 eine Professur in Graz und von 1933 bis 1942 an der Universität Gießen innehatte. Nachdem ihr Ehemann 1942 wegen „politischer Unzuverlässigkeit“ seinen Lehrstuhl verloren hatte, trug Illa Andreae mit dem Schreiben literarischer Texte zum Unterhalt ihrer neunköpfigen Familie bei. Zu ihren Kindern gehörten Clemens August Andreae, Stefan Andreae, Bernard Andreae und Gabriele Andreae.
Illa Andreae verfasste Romane, Erzählungen und Hörspiele, die thematisch meist im Münsterland angesiedelt sind. 1979 veröffentlichte sie einen Band mit Dorfgeschichten in Münsterländer Platt.
In ihrem Geburtsort Wolbeck findet sich ihr zu Ehren seit 2006 der „Illa-Andreae-Weg“.

## Werke
- Hellerinkloh, München 1942
- Der sterbende Kurfürst, München 1942
- Der griechische Traum, Hamburg 1943
- Gabriele, Hamburg 1944
- Die Väter, Hamburg 1944
- Elisabeth Telgenbrook, Hamburg 1947
- Das Geheimnis der Unruhe, München 1947
- Das Friedensmahl, München 1948
- Die Hamerincks, Horstmar [u. a.] 1950
- Das goldene Haus, Heidelberg 1951
- Wo aber Gefahr ist ..., Heidelberg 1951
- Das versunkene Reich, Heidelberg 1952
- Mein ist die Rache, Köln 1953
- Unstet und flüchtig, Köln 1954
- Eva und Elisabeth, Köln 1955
- Nelly, Freiburg i. Br. 1958
- Die Kunst der guten Lebensart, Freiburg [u. a.] 1961
- Der wunderliche Spielgefährte, Recklinghausen 1969
- Alle Schnäpse dieser Welt, Stuttgart-Degerloch 1973
- Tüsken Angel un Deergaoren, Münster 1979

## Hörspiele
- 1965: Dat heimlicke Gericht – Produzent: WDR; Komposition: Werner Haentjes; Regie: Wolfram Rosemann; mit  Wilm Böckenholt, Mimi Frenke, Martin Böttcher, Maria Dopheide, Josef Grimberg, Tönne Vormann u. a.
- 1968: Dat du mien Leiwsten bis – Produzent: WDR; Komposition: Werner Haentjes; Regie: Wolfram Rosemann; mit Josef Grimberg, Werner Brüggemann, Wilm Böckenholt, Hanni Fockele-Grollmes, Martin Böttcher und Mimi Frenke